# Callisema rufipes
Callisema rufipes là một loài bọ cánh cứng trong họ Cerambycidae.